# Arroz brut

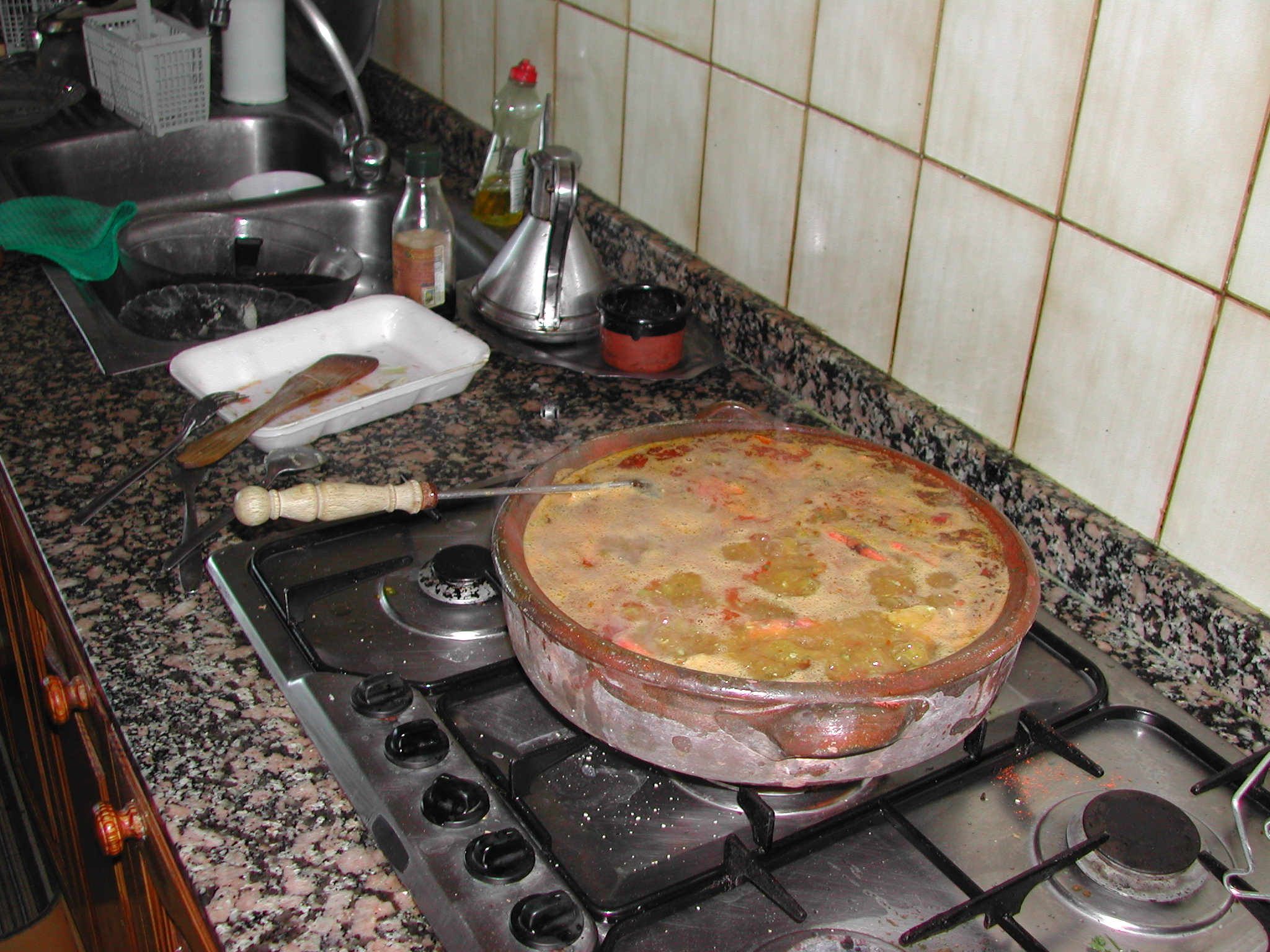
Cazuela de arroz brut al fuego.

El arroz brut en Mallorquín arròs brut, literalmente ‘arroz sucio’) es uno de los platos más típicos de Mallorca. Es un arroz caldoso y especiado, cocinado originalmente con productos de la huerta, carne y caza.

## Características
Los ingredientes varían según la selección del producto que ofrece cada temporada, destacándose el arroz brut de esclata-sangs (Lactarius sanguifluus, muy apreciados y parecidos a los níscalos,  pero más rojizos que éstos; en castellano, níscalo vinoso) o el de matanzas. El origen de su nombre viene por el caldo turbio y oscuro que crean las especias, (canela, azafrán, pimienta pimentón) y la picada de hígado de pollo o conejo que se añade al final de la cocción.